# Posavsko-podmajevička grupna nogometna liga 1989./90.
Posavsko-podmajevička grupna nogometna liga je bila jedna od grupnih liga "Međuopćinskog nogometnog saveza Brčko" i liga osmog stupnja nogometnog prvenstva Jugoslavije u sezoni 1989./90. 
 
Sudjelovalo je ukupno 12 klubova, a prvak je bio klub "Bratstvo" iz Srnica. 

## Ljestvica
| mj. | klub                        | ut. | pob. | ner.  | por. | gol+ | gol- | bod |
| --- | --------------------------- | --- | ---- | ----- | ---- | ---- | ---- | --- |
| 1.  | Bratstvo Srnice             | 21  |      |       |      |      |      | 32  |
| 2.  | 27. Juli Bok                | 21  | 13   | 1 (1) | 7    | 62   | 40   | 27  |
| 3.  | Međeđa Gornja Međeđa        | 21  |      |       |      |      |      | 27  |
| 4.  | Pelagićevo                  | 21  |      |       |      |      |      | 24  |
| 5.  | Sloboda Kerep               | 21  |      |       |      |      |      | 24  |
| 6.  | Jedinstvo Kopanice          | 21  |      |       |      |      |      | 24  |
| 7.  | Crvena zvijezda Donji Žabar | 21  |      |       |      |      |      | 18  |
| 8.  | Mladost Bosanska Bijela     | 21  |      |       |      |      |      | 18  |
| 9.  | Matići 88                   | 21  |      |       |      |      |      | 17  |
| 10. | Dinamo Prijedor             | 21  |      |       |      |      |      | 13  |
| 11. | Borac Seonjaci              | 21  |      |       |      |      |      | 4   |
|     | Poljoprivednik Krepšić      | 11  |      |       |      |      |      |     |

- "Poljoprivednik" Krepšić – odustali nakon zimske pauze
- Bosanska Bijela – naziv za naselje Bijela
- u slučaju neriješenog rezultata se izvodilo raspucavanje jedanaesterca te bi pobjednik dobio 1 bod, a poraženi u raspucavanju bi ostao bez bodova

## Rezultatska križaljka
| kratica | klub                        | 27JUL | BOR | BRA | CRVZ | DIN | JED | MAT | MEĐ | MLA | PEL | SLO | POLJ |
| --- | --------------------------- | ----- | --- | --- | ---- | --- | --- | --- | --- | --- | --- | --- | ---- |
| 27JUL | 27. Juli Bok                |       |     |     |      |     |     |     |     |     |     |     |      |
| BOR | Borac Seonjaci              |       |     |     |      |     |     |     |     |     |     |     |      |
| BRA | Bratstvo Srnice             |       |     |     |      |     |     |     |     |     |     |     |      |
| CRVZ | Crvena zvijezda Donji Žabar |       |     |     |      |     |     |     |     |     |     |     |      |
| DIN | Dinamo Prijedor             |       |     |     |      |     |     |     |     |     |     |     |      |
| JED | Jedinstvo Kopanice          |       |     |     |      |     |     |     |     |     |     |     |      |
| MAT | Matići 88                   |       |     |     |      |     |     |     |     |     |     |     |      |
| MEĐ | Međeđa Gornja Međeđa        |       |     |     |      |     |     |     |     |     |     |     |      |
| MLA | Mladost Bosanska Bijela     |       |     |     |      |     |     |     |     |     |     |     |      |
| PEL | Pelagićevo                  |       |     |     |      |     |     |     |     |     |     |     |      |
| SLO | Sloboda Kerep               |       |     |     |      |     |     |     |     |     |     |     |      |
| POLJ | Poljoprivednik Krepšić      |       |     |     |      |     |     |     |     |     |     |     |      |
| |                             |       |     |     |      |     |     |     |     |     |     |     |      |
| podebljan rezultat - utakmice od 1. do 11. kola (1. utakmica između klubova) rezultat normalne debljine - utakmice od 12. do 22. kola (2. utakmica između klubova) rezultat nakošen - nije vidljiv redoslijed odigravanja međusobnih utakmica iz dostupnih izvora rezultat nakošen i smanjen * - iz dostupnih izvora nije uočljiv domaćin susreta prekrižen rezultat - poništena ili brisana utakmica p - utakmica prekinuta 3:0 p.f. / 0:3 p.f. - rezultat 3:0 bez borbe n.i. - nije igrano (_:_ 11 m) - rezultat u raspucavanju jedanaesteraca u slučaju neriješenog rezultata |                             |       |     |     |      |     |     |     |     |     |     |     |      |

 Izvori: 

## Unutrašnje poveznice
- Međuopćinska liga Brčko – Zapad 1989./90.